# Fehérvíz (Románia)

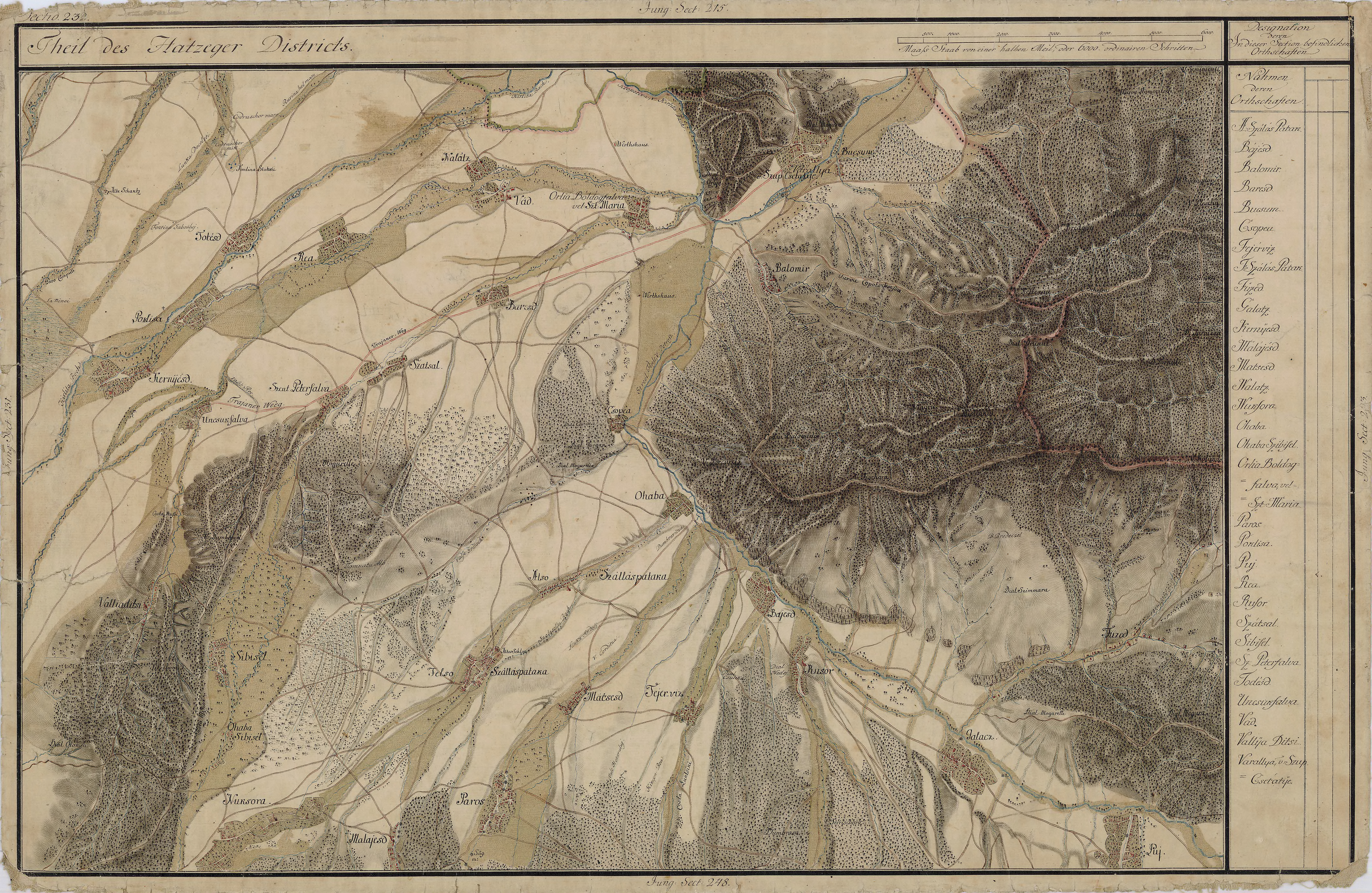
Fehérvíz egy régi térképen

Fehérvíz románul: Râu Alb, falu Romániában, Erdélyben, Hunyad megyében

## Fekvése
Hátszegtől délkeletre fekvő település.

## Története
Fehérvíz neve 1411–1412 között Feyruizy kenéz nevében tűnt fel először. Később több változatban is említették: 1445-ben kenezii de Feyeruiz, 1447-ben nobiles de Feyerwiz, 1519-ben nobiles preledis Feyerwyz, 1733-ban Fejérviz, 1750-ben Fejer viz, 1760–1762 között Fehér Viz, 1808-ban Fejérviz, Reualb, 1888-ban Rinválb {!}, 1913-ban Fehérvíz alakban fordult elő.
1453-ban Déva vár tartozéka és a Fejérvízi, Fejérvizi Magyar, Balaczin, Biborcz, Nagy és Bajesdiek birtoka volt. Templomának építése a 15. századra tehető, görögkeleti papját 1548-ban és 1559-ben említették. A templomot közösen használták a görög keletiek és a reformátusok. A református egyházközség az 1778. június 28-án Küküllőváron tartott zsinaton engedélyt kért külön templom építésére. Az 1783-ban felépült új templomot 1788-ban a törökök felégették, 1838–39-ben a gyülekezet felújította.
A trianoni békeszerződés előtt Hunyad vármegye Puji járásához tartozott. 1910-ben 414 lakosából 385 román, 28 magyar volt. Ebből 383 görögkatolikus, 19 református, 7 római katolikus volt.

## Látnivalók
- A hajdani református templom romja a romániai műemlékek jegyzékében a HD-II-m-A-03427 sorszámon szerepel.[1]